# Wolnzacher Anzeiger
Der Wolnzacher Anzeiger war eine 1897 gegründete Tageszeitung, die von 1897 bis 1936 und 1949 bis 1952 eigenständig und Amtsblatt für Wolnzach war und bis 2006 sechsmal pro Woche erschien. Der Wolnzacher Anzeiger war dabei seit 1952 als eigenständige Redaktion integriert im Donaukurier und erschien im Lokalteil mit einer Seite. Aufgabe war die Berichterstattung über Politik, Kultur und Soziales in Wolnzach und den Gemeindegebieten. 2006 erfolgte die Trennung des Wolnzacher Anzeiger vom Donaukurier. Dieser übernahm die angestammte Redaktion und veröffentlicht die Seite weiterhin im gewohnten Umfang im Lokalteil, allerdings unter dem Namen „Wolnzacher Zeitung“. Der Name „Wolnzacher Anzeiger“ verblieb bei der Wolnzacher Anzeiger E. Kastner KG. Diese gab in Eigenregie ab Januar 2006 für einige Monate eine vierseitige Print-Zeitung namens Wolnzacher Anzeiger mit drei Ausgaben pro Woche heraus. Im Anschluss entstanden unter der Regie und Mitwirkung der Wolnzacher Anzeiger E. Kastner KG neue Print- und auch Online-Formate, wie etwa Der Wolnzacher – herausgegeben vom Wolnzacher Anzeiger (Print, 2006 bis 2017) mit zwei- bis dreiwöchentlicher Erscheinungsweise, die Webportale hallertau.info (tägliche Nachrichten und Berichterstattung; 2007 bis 2018) und hallertau.de (Magazin und Lifestyle; bis 2020) sowie die Wochenzeitung Wolnzacher Woche – herausgegeben vom Wolnzacher Anzeiger (Print und Online, 2006 bis dato).

## Geschichte
Gegründet wurde der Wolnzacher Anzeiger am 8. Dezember 1897 als Lokalblatt für Wolnzach und Umgebung. Das von Eugen Fleischmann sen. gegründete Medium war zugleich Insertionsorgan des Magistrates Wolnzach. Anfangs erschien der Wolnzacher Anzeiger zweimal pro Woche – mittwochs und samstags. Dies wurde ausgebaut hin zu einer täglich erscheinenden Zeitung. 1903 wurden auf den gedruckten Ausgaben die Zusätze „Holledauer Bote“ und „Katholisches Volksblatt“ aufgebracht.
1927 übergab Eugen Fleischmann den Wolnzacher Anzeiger an seinen Sohn Eugen, dessen medialer Schwerpunkt die regionale Berichterstattung war. Von 1937 bis 1938 war der Wolnzacher Anzeiger Teil der Pfaffenhofener Zeitung. In der Zeit des Nationalsozialismus durfte der Wolnzacher Anzeiger zwischen 1939 und 1945 nicht erscheinen, das Zeitungswesen im Landkreis Pfaffenhofen wurde während dieser Zeit zusammengefasst. Das Unternehmen arbeitete als familiengeführte Druckerei weiter und konnte so am 1. August 1949 wieder den Wolnzacher Anzeiger herausgeben. Inzwischen hatte die Verlegerstochter Eugenie Fleischmann Eduard Kastner sen. geheiratet.
Verleger Kastner sen. baute die Vertriebsstruktur neu auf. Ab 1952 gab es eine Kooperation mit dem Verlag des Donaukurier. Der Wolnzacher Anzeiger erschien – eigenständig herausgegeben – als Bestandteil des Donaukuriers. Seit 1981 ist Eduard Kastner jun. (Jahrgang 1950) für die Geschicke des Wolnzacher Anzeiger verantwortlich. 2006 kündigte der Donaukurier diese Kooperation. Die angestammte Redaktion des Wolnzacher Anzeiger wechselte zum Donaukurier. Dieser veröffentlicht die Berichterstattung zum Bereich Wolnzach seither unter dem Namen „Wolnzacher Zeitung“.
Eduard Kastner jun. baute daraufhin ein neues Redaktionsteam auf. Der Name „Wolnzacher Anzeiger“ war bei der Wolnzacher Anzeiger E. Kastner KG verblieben. Diese gab in Eigenregie ab Januar 2006 für einige Monate eine vierseitige Print-Zeitung namens Wolnzacher Anzeiger mit drei Ausgaben pro Woche heraus. Es entstanden weitere Formate und Titel wie etwa Der Wolnzacher – herausgegeben vom Wolnzacher Anzeiger (Print, 2006 bis 2017) mit zwei- bis dreiwöchentlicher Erscheinungsweise, sowie die Wochenzeitung Wolnzacher Woche – herausgegeben vom Wolnzacher Anzeiger (Print und Online, 2006 bis dato). Gemeinsam mit Patricia Kastner und Dennis Kastner, der Tochter und dem jüngeren Sohn von Eduard Kastner jun., entstanden die Webportale hallertau.info (tägliche Nachrichten und Berichterstattung; 2007 bis 2018) und hallertau.de (Magazin und Lifestyle; bis 2020).
Bis auf die Wochenzeitung Wolnzacher Woche – herausgegeben vom Wolnzacher Anzeiger wurden sämtliche Titel und Formate eingestellt.

## Aktuelles Format Wolnzacher Woche
Die Wochenzeitung Wolnzacher Woche – herausgegeben vom Wolnzacher Anzeiger erscheint nach wie vor immer montags als 1-seitige A3-Ausgabe auf Papier und wird in kleiner Auflagenzahl im Bereich Wolnzach verbreitet. Die Wolnzacher Woche versteht sich als Hommage an die gedruckte Zeitung. Thematisch ist das Organ eine Mischung aus Nachrichtlichem und Feuilleton. Chefredakteur ist Eduard Kastner jun.; sein Schwerpunkt liegt auf den Themen Wolnzach, Wirtschaft, Klima und Kultur. Die Wolnzacher Woche wird auch online veröffentlicht.